# Dnevnik svete Faustine Kowalske
Dnevnik svete Faustine Kowalske knjiga je poljske svetice Faustine Kowalske u obliku dnevničkih zapisa o autoričinim unutarnjim vjerskim iskustvima. Sveta Faustina otkriva u svojim duhovnim iskustvima poruku Božanskoga milosrđa, koju joj je Isus Krist priopćio. Dnevnik je svjedočanstvo, koje katolici prepoznaju kao remek-djelo mistične književnosti te ishodište pobožnosti Božanskome milosrđu.
Časna sestra Faustina Kowalska napisala je Dnevnik u Vilniusu i Krakovu po Isusovom naduhnuću, što su potvrdili njezini ispovjednici: Mihael Sopoćko i Józef Andrasz. Prva bilješka datira iz srpnja 1934., a posljednja je iz lipnja 1938. godine. Rukopis nema izmjena ili brisanja, samo podcrtane olovkom Isusove riječi, koje su u izdanjima knjige označene podebljanim slovima ili kurzivom. Original Dnevnika čuva se u samostanu Sestara Gospe od Milosrđa u Łagiewniki u Krakovu.
Prvo izdanje ovog djela dogodilo se 1983. godine. Prije toga mali su ulomci objavljeni u brošurama posvećenim Božanskom milosrđu u novim oblicima koje je Isus dao sestri Faustini. Prva mehanička kopija Dnevnika nije bila precizna, a privatni transkripti prevedeni su na talijanski, što je sadržavalo teološke pogreške. To je bio razlog za objavu iz 1952. godine koja zabranjuje štovanje Božanskog milosrđa u obrascima koje je prenosila sestra Faustina. Zabrana je otkazana 15. travnja 1978., tijekom pontifikata pape Pavla VI.
Prvo kritičko izdanje cijelog Dnevnika pripremljeno je za proces beatifikacije časne sestre Faustine i objavljeno je u Rimu 1981. godine na 50. godišnjicu prvog ukazanja Milosrdnog Isusa (22. veljače 1931.), čime je počelo proročko poslanje apostola Božanskog Milosrđa.
Dnevnik je radi lakšeg čitanja podijeljen na 1828 točaka. Jedna točka sastoji se od jednog ili više odlomka.
Struktura dnevnika je kako slijedi:
- Knjiga I.: točke 1 - 521 (započeto u srpnju 1934.)
- Knjiga II.: točke 522 - 1000 (započeto u studenom 1934)
- Knjiga III.: Točke 1001 - 1230 (započeto u veljači 1937.)
- Knjiga IV.: Točke 1231 - 1321 (započeto u kolovozu 1937.)
- Knjiga V.: točke 1322 - 1589 (započeto u listopadu 1937)
- Knjiga VI.: Točke 1590 - 1803 (započeto u Krakovu 10. veljače 1938. Dovršeno u lipnju 1938.)
- Knjiga VII.: pod naslovom Moja priprema za svetu pričest: Točke 1804 - 1828.

Knjiga je nakon objavljivana postigla veliku popularnost i prevedena je na velik broj jezika uključujući hrvatski. Godine 2008., Dnevnik sv. Faustine bila je najčešće prevedena poljska knjiga.